# Girls Aloud: Greatest Hits Live from Wembley Arena (Chemistry Tour)
 The Greatest Hits Live from Wembley Arena  (Chemistry Tour) — второй концертный тур, DVD, группы Girls Aloud, проведенный в поддержку третьего студийного альбома — Chemistry. На DVD-диске с концертом также представлены видеоклипы коллектива на песни Biology, See The Day и Whole Lotta History.

## История
Chemistry Tour охватывает меньше дат, чем первый тур девушек, What Will The Neighbours Say? Live, группа на сей раз не давала концертов в Ирландии, но само шоу получилось масштабнее первого. Всего девушки представили публике 18 номеров, среди которых помимо синглов и песен с нового альбома были кавер на песню Kaiser Chiefs «I Predict A Riot» и попурри из мюзиклов 1980-х.

## Список композиций
1. «Biology»
2. «No Good Advice»
3. «Waiting»
4. «Love Machine» / «1 Thing»
5. «Long Hot Summer»
6. «Whole Lotta History»
7. «Watch Me Go»
8. «I Predict a Riot»
9. «See The Day»
10. «Sound of the Underground»
11. Musical Medley: «Fame»/«What a Feeling»/«Footloose»
12. «The Show»
13. «Intro» / «Models»
14. «Racy Lacey»
15. «I'll Stand By You»
16. «Biology» (Reprise)
17. «Wild Horses»/«Wake Me Up»
18. «Jump»

## Даты концертов
| Дата        | Город     | Страна    | Зал                                       |
| ----------- | --------- | --------- | ----------------------------------------- |
| 22 мая 2006 | Ноттингем | Англия    | Nottingham Arena                          |
| 23 мая 2006 | Шеффилд   | Англия    | Hallam FM Arena                           |
| 24 мая 2006 | Ньюкасл   | Англия    | Metro Radio Arena                         |
| 26 мая 2006 | Бирмингем | Англия    | National Indoor Arena                     |
| 27 мая 2006 | Манчестер | Англия    | Manchester Evening News Arena             |
| 28 мая 2006 | Глазго    | Шотландия | Scottish Exhibition and Conference Centre |
| 30 мая 2006 | Кардифф   | Уэльс     | Cardiff International Arena               |
| 31 мая 2006 | Борнмут   | Англия    | Bournemouth International Centre          |
| 1 июня 2006 | Брайтон   | Англия    | Brighton Centre                           |
| 3 июня 2006 | Лондон    | Англия    | Wembley Arena                             |